# La voix d’un ange
La voix d’un ange  (рус. Голос ангела) — второй студийный альбом, записанный французским певцом Грегори Лемаршалем, выпущен 18 июня 2007 года, примерно через полтора месяца после смерти певца. Альбом содержит такие синглы, как «De temps en temps», «Le Lien» и «Restons amis». Он был очень успешным во Франции, Бельгии (Валлония) (в обеих странах занял первое место) и Швейцарии.
Альбом состоит из ранее не издававшихся песен и нескольких каверов, исполненных Грегори Лемаршалем во время участия в проекте Star Academy 4.

## Список композиций
1. «De temps en temps» (Davide Esposito, Грегори Лемаршаль) — 3:54
2. «Restons amis» (Esposito, Rémi Lacroix, Isabelle Bernal) — 3:43
3. «Le lien»  (Patrick Fiori, Julie Zenatti) — 3:32
4. «Recevoir» (Alexandre Lessertisseur, R. Jericho, V. Filho) — 4:18
5. «Con te partirò» (Pierre Jaconelli, Julie D’Aimé) — 4:28
6. «Là-bas» (Jean-Jacques Goldman) — 4:28
7. «Envole-moi» (Goldman) — 4:10
8. «S.O.S. d’un terrien en détresse» (Michel Berger, Luc Plamondon) — 4:23
9. «Show Must Go On» (Freddie Mercury, Brian May, Roger Taylor, John Deacon) — 3:56
10. «Même si»  featuring Люси Сильвас (Люси Сильвас, Peter Gordeno, Mike Peden) — 3:57
11. «Et maintenant» (Pierre Delanoë, Gilbert Bécaud) — 4:16

## Сертификаты
| Страна             | Сертификат | Дата          | Продажи | Физические продажи                         | Скачивание   |
| ------------------ | ---------- | ------------- | ------- | ------------------------------------------ | ------------ |
| Бельгия (Валлония) | Платиновый | Июль 28, 2007 | 40,000  |                                            |              |
| Франция            | —          | —             | —       | 739,980 (135,980 в 2008) +(604,000 в 2007) | 4,200 в 2007 |